# Charles Augustus Young
Charles Augustus Young, född 15 december 1834 i Hanover, New Hampshire, död 3 januari 1908, var en amerikansk astronom.
Såväl hans far som hans farfar hade varit lärare i matematik och naturkunskap vid Dartmore College i Hanover, där Charles Young började studera vid 14 års ålder 1849. Han lämnade skolan som etta i sin kull 1853, och 1856 fick han anställning som lärare i matematik, naturkunskap och astronomi vid ett college i Ohio. 
Han blev kvar där tills han 1866 fick möjligheten att tillträda den tjänst, som hans far haft till sin död 1858. Där undervisade Young fram tills han 1877 anställdes som professor i astronomi vid Princeton University. Där undervisade och forskade Young fram till 1905 då han avgick.
Asteroiden 2165 Young är uppkallad efter honom.